# Austrobrachyops
Austrobrachyops jenseni
Genre
Espèce
Austrobrachyops est un genre fossile d'amphibiens préhistoriques de la super-classe des tétrapodes. L'espèce type est Austrobrachyops jenseni.
En 2022, et selon Paleobiology Database, ce genre Austrobrachyops et l'espèce Austrobrachyops jenseni sont des nomen dubium de Tetrapoda, alors que Fossilworks ne référence que le genre mais pas l'espèce.

## Présentation
L'étymologie de ce nom provient du grec brachys, "court", et du grec ops, "visage". L'espèce holotype est appelée Austrobrachyops jenseni, du nom du paléontologue James Jensen qui fit la découverte du spécimen type,.

## Description
Austrobrachyops est un brachyopoïdedans lequel le bord postérieur de la branche ascendante de l'os ptérygoïde possède un angle distinct au milieu de son parcours, donnant à la fosse stapédienne une forme quadrangulaire. Cet angle sur la branche montante est surmonté d'une crête supraptérygoïde longitudinale. Le coin ventrolatéral de la fosse stapédienne est incisé par une rainure pour l'artère carotide interne. Le bord postérieur du corps ptérygoïdien est en diagonale par rapport à la ligne médiane du crâne. Cet amphibien possède aussi un os ptérygoïde gauche dépourvu seulement d'une petite partie de sa branche palatine et de son angle postéro-latéral et comprenant la base brisée de l'os épiptérygoïdien fusionnée à sa face dorsale.
Un fragment de la région articulaire d'une branche de la mâchoire inférieure gauche pourrait être rattaché à cette espèce, avec certains doutes cependant. Le matériel fossile comprend des parties de la facette articulaire, la paroi labiale de la fosse des adducteurs et le processus rectroarticulaire qui sont formés par les os articulaires, angulaires, surangulaires et préarticulaires. Bien qu'il dérive certainement d'un brachyopide, ce fossile a été collecté dans une localité différente de l'holotype et les moyens manquent pour établir clairement l'homotaxie entre les deux spécimens.